# Az Építészet Mesterei
Az Építészet Mesterei egy magyar építészettörténeti könyvsorozat.

## Története, jellemzői
A sorozat 2002-ben indult Hauszmann Alajos életének és munkásságának bemutatásával. A Holnap Kiadó által gondozott sorozat egyes kötetei nagy alakú, színes és fekete-fehér fényképekkel, tervrajzokkal gazdagon ellátott albumszerű művekben mutatják be egy-egy magyar vagy magyar származású építész életművét. Értékének tekintik a fentiek mellett, hogy kevésbé ismert építészekre is ráirányítja a szakma és a nagyközönség figyelmét. A sorozatot 2012-es haláláig Gerle János, azt követően Sisa József művészettörténész, a Magyar Tudományos Akadémia Bölcsészettudományi Kutatóközpont Művészettörténeti Intézetének tudományos tanácsadója szerkeszti.
Keserü Katalin művészettörténész így fogalmazta meg gondolatait a sorozatról 2014-ben:
„a kiadó Gerle János építésztörténész szorgalmazására a második évezred elején indította el a sorozatot. Napjainkra már számos, az építészettel foglalkozó könyv jelent meg, de akkor még nem volt ilyen rózsás a helyzet. A témában a Holnap Kiadó nevéhez fűződik a múlt megismerését lehetővé tevő első jelentős monográfiasorozat, amely akkor hiánypótló szerepet is betöltött.”
Milkovich Eszter, a Holnap Kiadó igazgatója szerint a sorozat 2014-ig kilencvenmillió forint körüli befektetést igényelt. Úgy látta: „Nehéz megfelelő módon finanszírozni ezeket a drága könyveket. Reméljük, hogy a fény egyszer majd ráirányul kiadványainkra, mint ahogyan a kiadóra is. De ha ez nem történik meg, akkor is tovább csináljuk.”
A sorozatról rendszeresek a nyilvános könyvbemutatók, de internetes fórumok is szokták értékelni az egyes köteteket. Több kötet kapcsán videóbeszélgetést is készítettek.
A sorozat 20 évvel a megindulása után is él, 2025-ig 35 kötete jelent meg.
A kötetek számozást nem kaptak.

## Részei kiadási év sorrendben
| Szerző                                                          | Cím                                                                         | Élt                     | Kiadás éve | Oldalszám | ISBN szám          |
| --------------------------------------------------------------- | --------------------------------------------------------------------------- | ----------------------- | ---------- | --------- | ------------------ |
| szerk. Gerle János                                              | Hauszmann Alajos                                                            | 1847–1926               | 2002       | 352       | ISBN 9633465265    |
| Vago, Pierre                                                    | Egy mozgalmas élet (önéletrajz)                                             | 1910–2002               | 2002       | 316       | ISBN 9633465451    |
| szerk. Gerle János – Marótzy Kata                               | Ybl Miklós                                                                  | 1814–1891               | 2002       | 211       | ISBN 9633465494    |
| szerk. Gerle János                                              | Lechner Ödön                                                                | 1845–1914               | 2003       | 274       | ISBN 9633466113    |
| összeáll. Potzner Ferenc                                        | Medgyaszay István                                                           | 1877–1959               | 2004       | 231       | ISBN 9633466687    |
| szerk. Gerle János                                              | Feszl Frigyes                                                               | 1821–1884               | 2004       | 230       | ISBN 9633466393    |
| Sisa József                                                     | Steindl Imre                                                                | 1839–1902               | 2005       | 207       | ISBN 963346692     |
| Lambrichs, Anne                                                 | Vágó József                                                                 | 1877–1947               | 2006       | 231       | ISBN 9633466873    |
| Várallyay Réka                                                  | Komor Marcell és Jakab Dezső                                                | 1868–1944, 1864–1932    | 2006       | 231       | ISBN 963346756X    |
| Keserü Katalin                                                  | Toroczkai Wigand Ede                                                        | 1869–1945               | 2007       | 210       | ISBN 9789633468180 |
| Bibó István                                                     | Pollack Mihály                                                              | 1773–1855               | 2008       | 187       | ISBN 9789633468500 |
| Csejdy Júlia – Poncellini, Luca (Csejdy Júlia kiegészítéseivel) | Hudec László                                                                | 1893–1958               | 2010       | 171       | ISBN 9789633469248 |
| Gerle János                                                     | Korb Flóris és Giergl Kálmán                                                | 1860–1930, 1863–1954    | 2010       | 218       | ISBN 9633468868    |
| Gerle János – Csáki Tamás                                       | Lajta Béla                                                                  | 1873–1920               | 2013       | 255       | ISBN 9789633490402 |
| Havas Gyöngyvér                                                 | Hild József                                                                 | 1789–1867               | 2017       | 248       | ISBN 9789633491997 |
| Farbakyné Deklava Lilla                                         | Schulek Frigyes                                                             | 1841–1919               | 2017       | 222       | ISBN 9789633491805 |
| Rozsnyai József                                                 | Meinig Arthur                                                               | 1853–1904               | 2018       | 255       | ISBN 9789633492192 |
| (szerk.) Katona Vilmos                                          | Építészettörténeti írások Guzsik Tamás emlékére Középkoron innen és túl     | Guzsik Tamás: 1947–2002 | 2019       | 223       | ISBN 9789633492451 |
| Karácsony Rita                                                  | Hültl Dezső                                                                 | 1870–1945               | 2020       | 223       | ISBN 9789633493274 |
| Rozsnyai József                                                 | Alpár Ignác                                                                 | 1855–1928               | 2020       | 263       | ISBN 9789633493014 |
| szerk. Csáki Tamás                                              | Árkay. Egy magyar építész-és művészdinasztia (Árkay Aladár, Árkay Bertalan) | 1868–1932, 1901–1971    | 2020       | 312       | ISBN 9789633493281 |
| Oszkó Ágnes Ivett                                               | Baumhorn Lipót                                                              | 1860–1932               | 2020       | 223       | ISBN 9789633491683 |
| Paár Eszter Szilvia                                             | Wälder Gyula                                                                | 1884–1944               | 2020       | 263       | ISBN 9789633492994 |
| Anthony Gall                                                    | Kós Károly                                                                  | 1883–1977               | 2020       | 263       | ISBN 9789633492857 |
| Kelecsényi Kristóf                                              | Schmahl Henrik                                                              | 1849–1912               | 2020       | 223       | ISBN 9789633493007 |
| Fehérvári Zoltán – Prakfalvi Endre                              | Rimanóczy Gyula                                                             | 1903–1958               | 2020       | 219       | ISBN 9789633492420 |
| Baldavári Eszter                                                | Kőrössy Albert Kálmán                                                       | 1869–1955               | 2021       | 224       | ISBN 9789633493298 |
| Tóth Enikő                                                      | Czigler Győző                                                               | 1850–1905               | 2021       | 240       | ISBN 9789633493304 |
| Fonyódi Anita                                                   | Fodor Gyula                                                                 | 1871–1942               | 2021       | 239       | ISBN 9789633493632 |
| Merényi György, Tószegi Zsuzsanna                               | Bálint Zoltán és Jámbor Lajos                                               | 1871–1939, 1869–1955    | 2022       | 240       | ISBN 9789633493953 |
| Ligeti Anna                                                     | Nyiri István – Lauber László                                                | 1902–1955, 1902–1953    | 2022       | 223       | ISBN 9789633493649 |
| Balogh Gy. Ágnes – Róka Enikő                                   | Pecz Samu                                                                   | 1854–1922               | 2022       | 224       | ISBN 9789633493618 |
| Bodó Péter                                                      | Sándy Gyula                                                                 | 1868–1953               | 2022       | 234       | ISBN 9789633493625 |
| Sisa József                                                     | Szkalnitzky Antal                                                           | 1836–1878               | 2022       | 220       | ISBN 9789633493762 |
| Gy. Dávid Gyula                                                 | Pákei Lajos                                                                 | 1853–1921               | 2023       | 260       | ISBN 9789633494349 |

## Érdekesség
- A magyar építészet mesterei címmel Ludmann Mihály 2014–2017-ben egy két kötetes építészeti összefoglalót jelentetett meg, de ez nem része a sorozatnak (L'Harmattan Kft. kiadása).[11][12]

## További irodalom
- Visszanézhető Az építészet mesterei kötetek bemutatósorozata (epiteszforum.hu, 2021. febr. 18.)